# Koshantschikovius haematicus
Koshantschikovius haematicus är en skalbaggsart som beskrevs av Karl Henrik Boheman 1857. Koshantschikovius haematicus ingår i släktet Koshantschikovius och familjen Aphodiidae. Inga underarter finns listade i Catalogue of Life.